# Carpegna
Carpegna là một đô thị ở tỉnh Pesaro và Urbino trong vùng Marche, nằm cách 100 km về phía tây của Ancona và khoảng 50 km về phía tây nam của Pesaro. Tại thời điểm ngày 31 tháng 12 năm 2004, đô thị này có dân số 1.683 và diện tích là 28,3 km².
Carpegna giáp các đô thị sau: Belforte all'Isauro, Borgo Pace, Frontino, Mercatello sul Metauro, Montecopiolo, Pennabilli, Piandimeleto, Pietrarubbia, Sant'Angelo in Vado, Sestino.

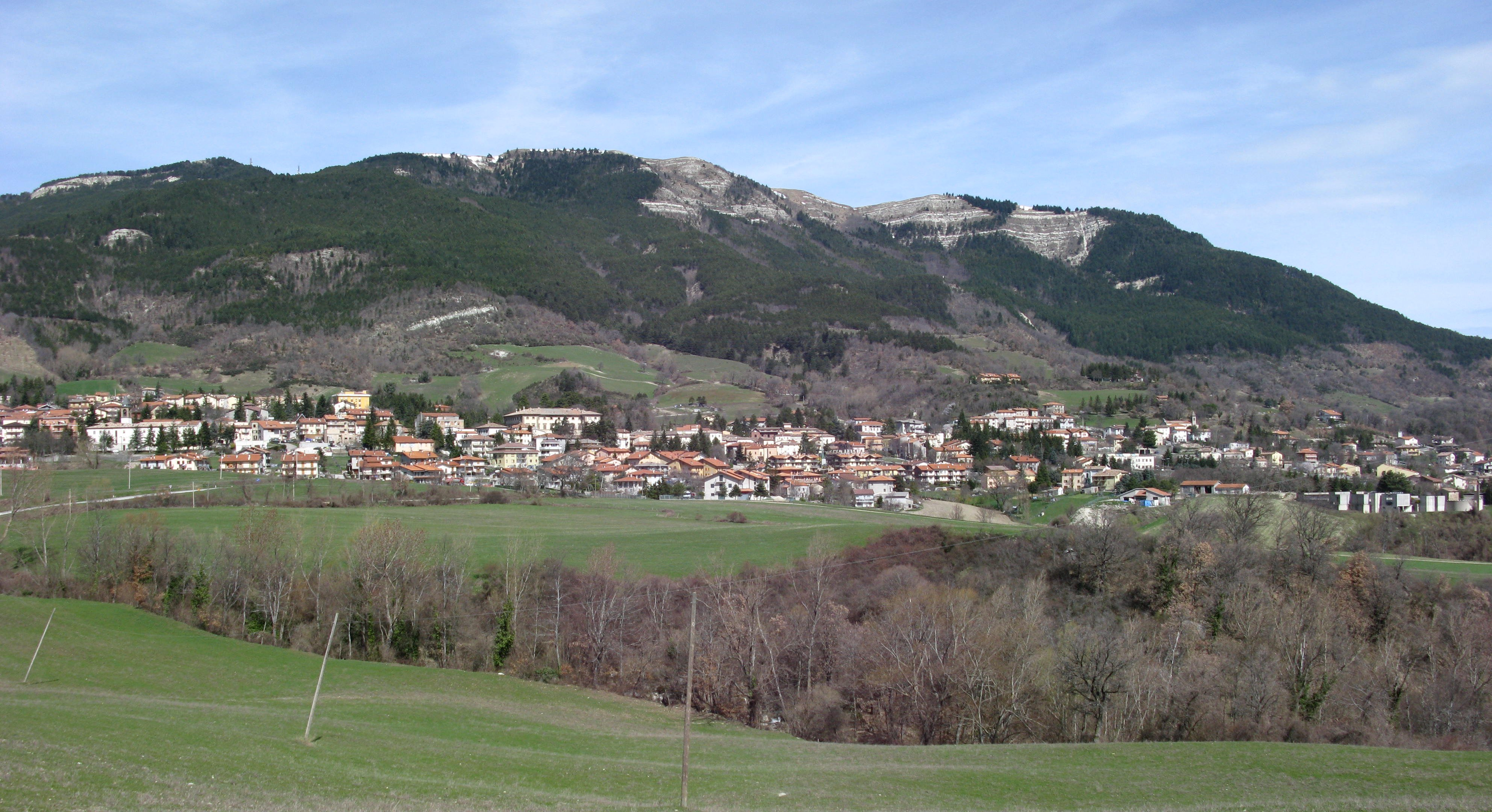
Carpegna